# Usedom (település)
Usedom város Németországban, Mecklenburg-Elő-Pomeránia tartományban. Lakosainak száma 1723 fő (2023. december 31.).

## Fekvése
A Usedom sziget délnyugati részen található.

## Történelem
1648 és 1720 között Svéd-Pomeránia része volt.

## Közigazgatás
A városhoz tartozik a következik 14 része:
| - Usedom - Gellenthin - Gneventhin - Karnin - Kölpin | - Mönchow - Ostklüne - Paske - Vossberg - Welzin | - Westklüne - Wilhelmsfelde - Wilhelmshof - Zecherin |

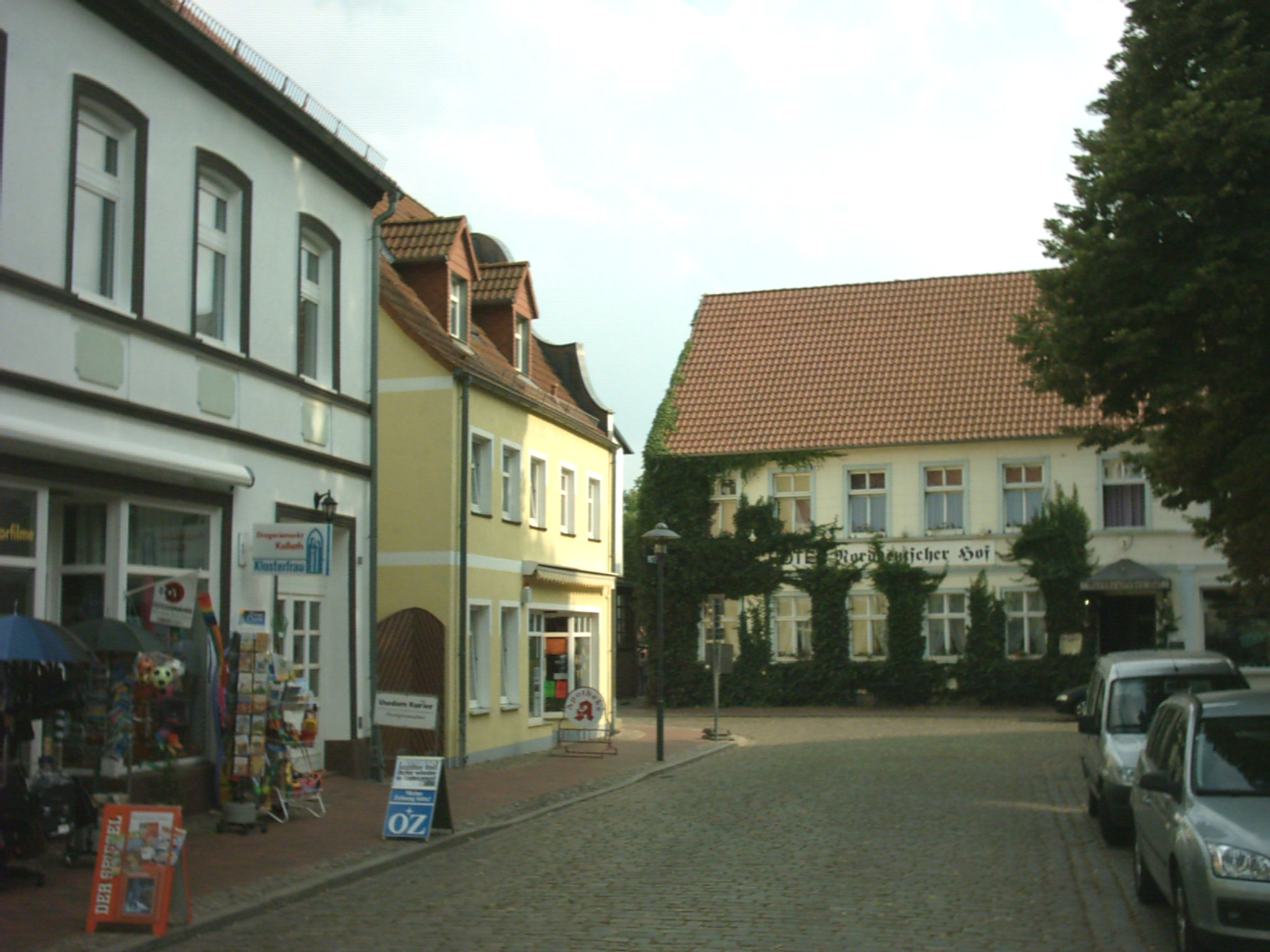
Az óváros
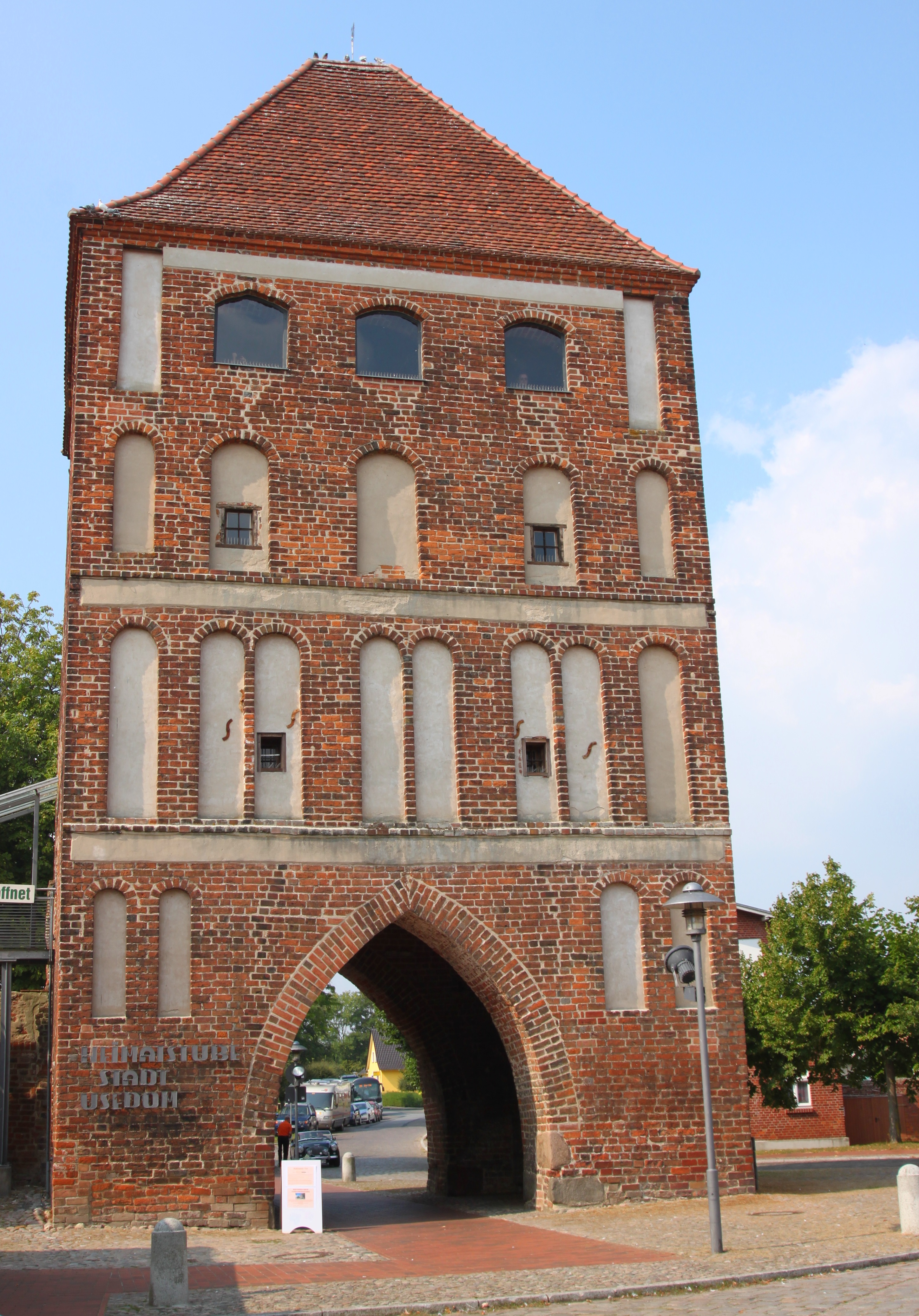
Az anklami kapu
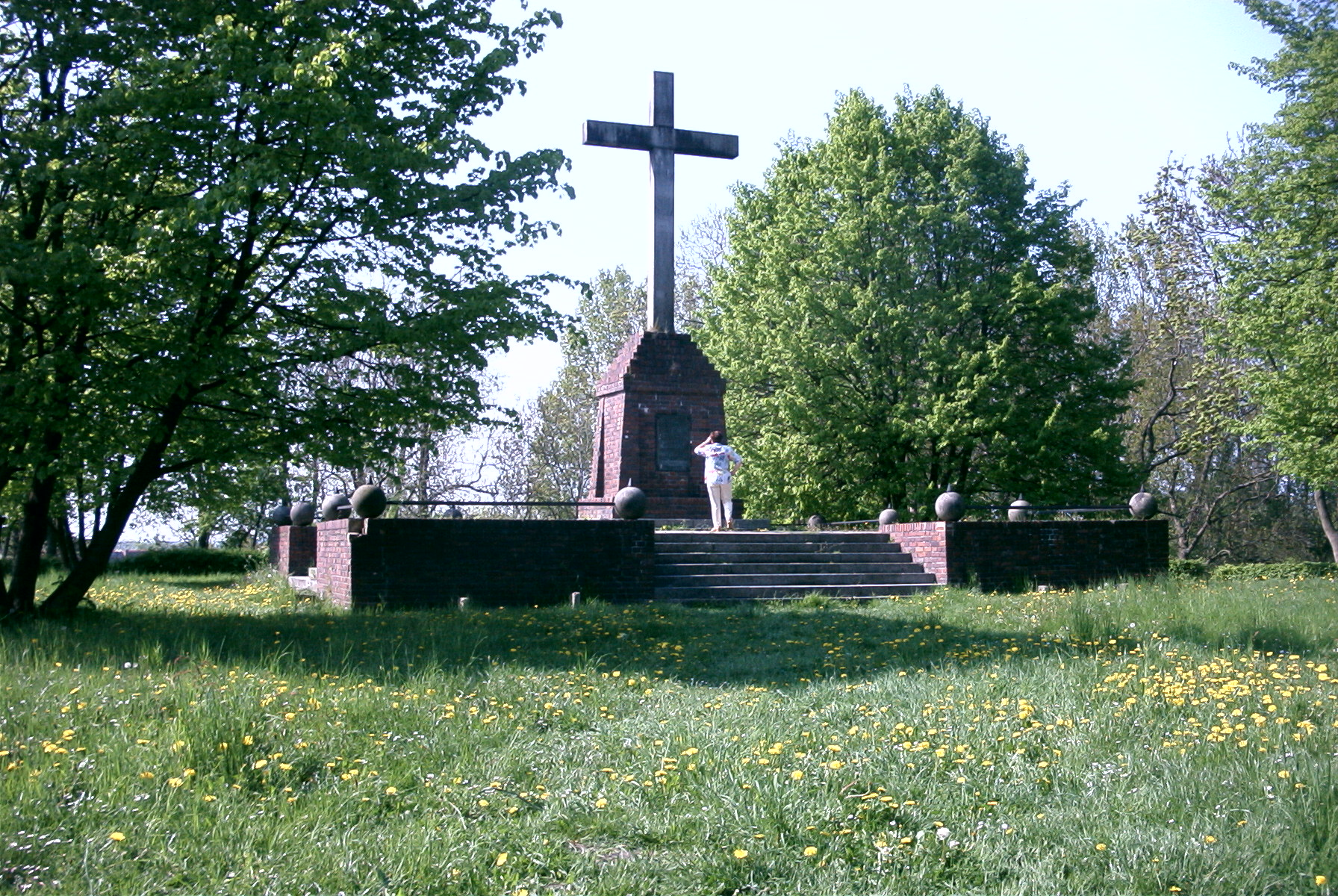
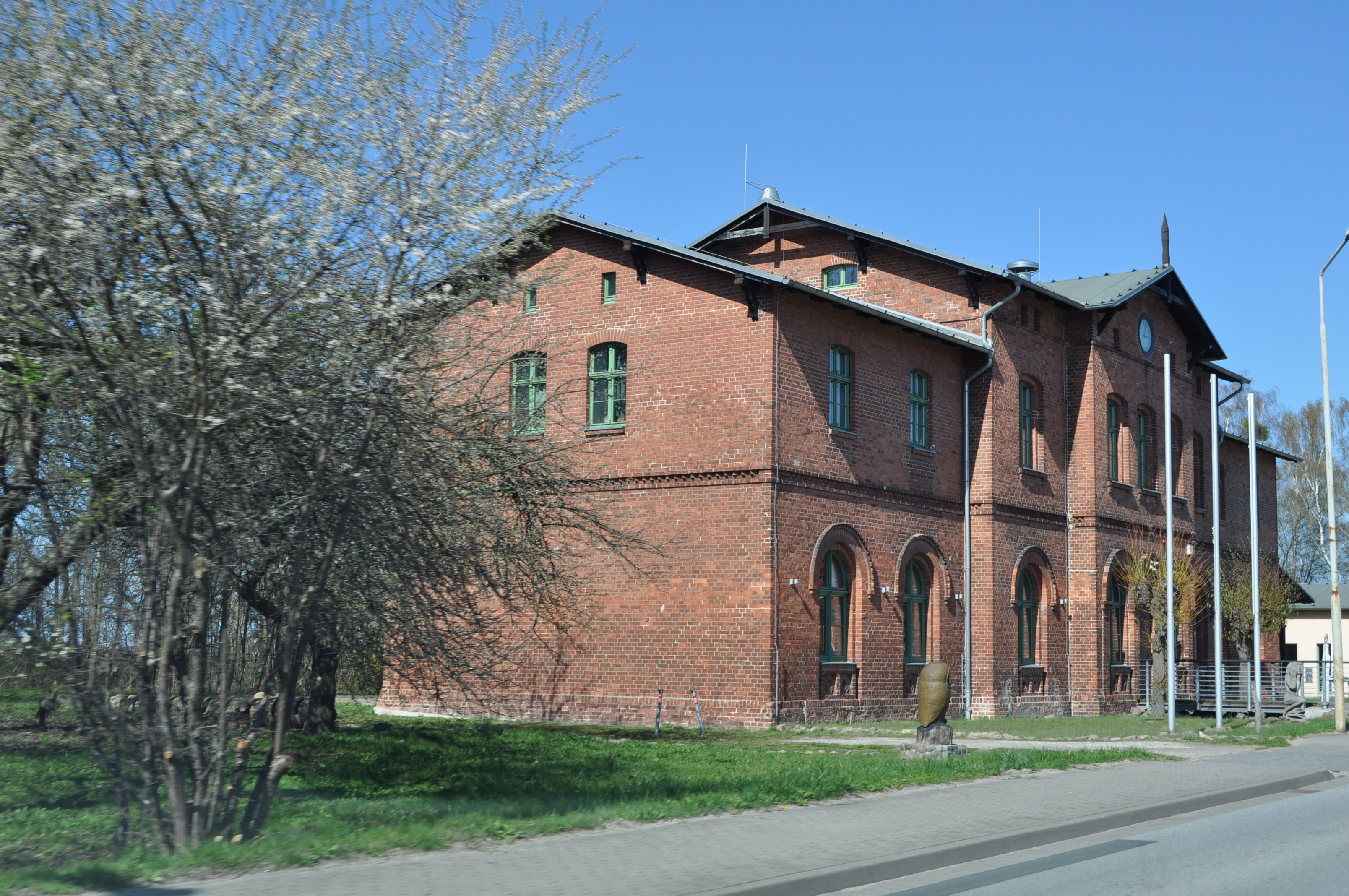
Az usedomi állomás
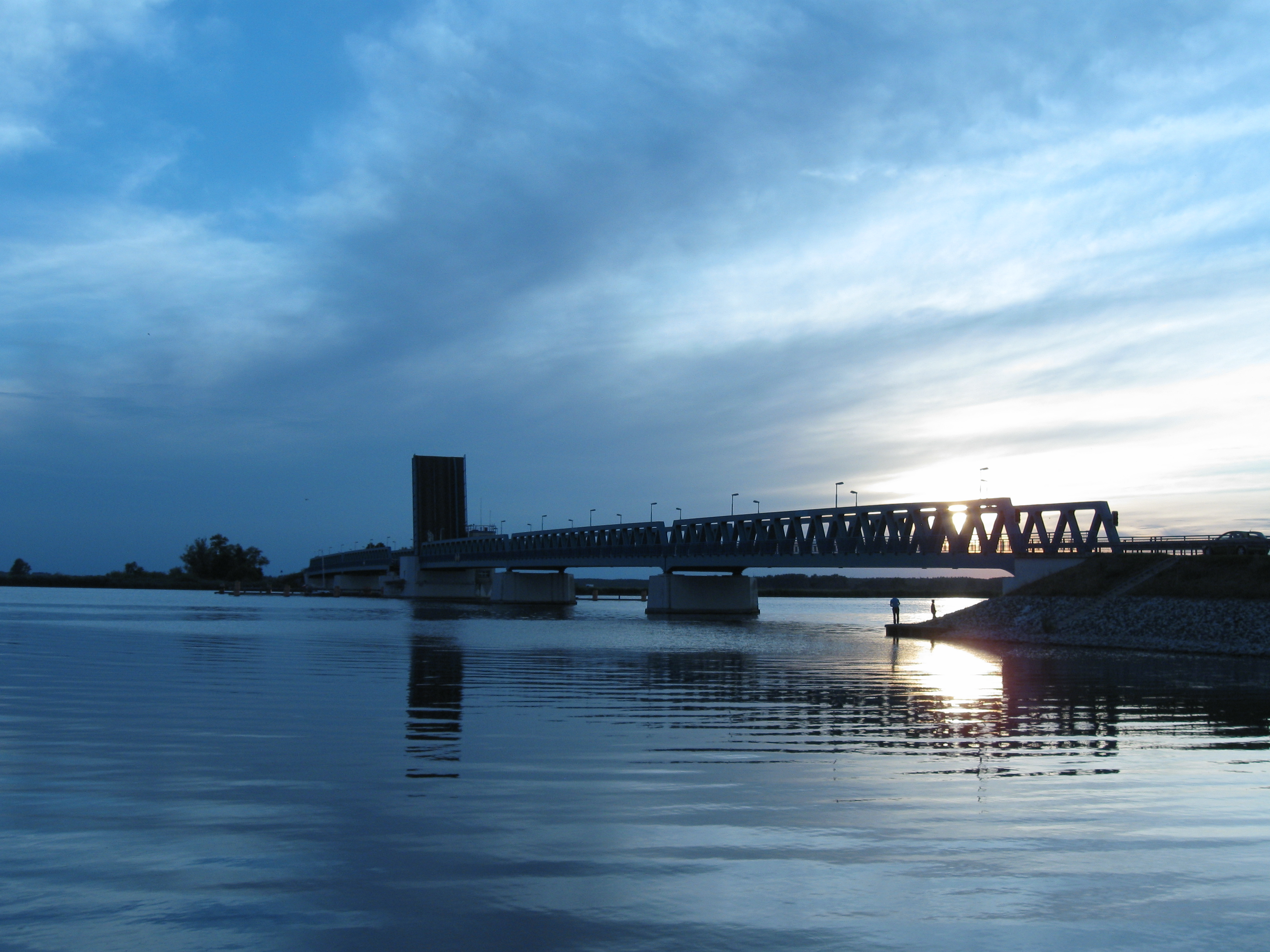
A zecherini híd
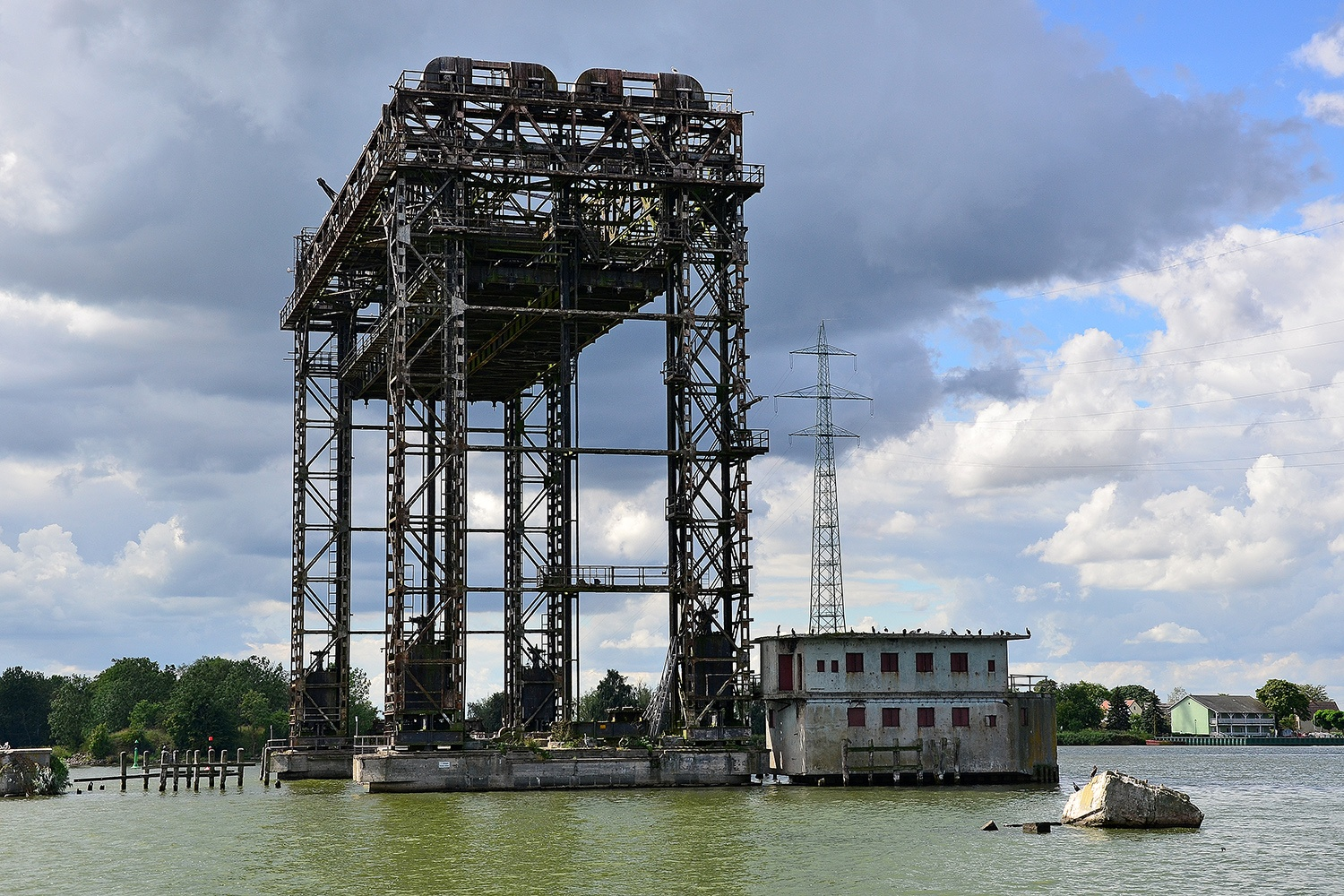
A romos karnini híd
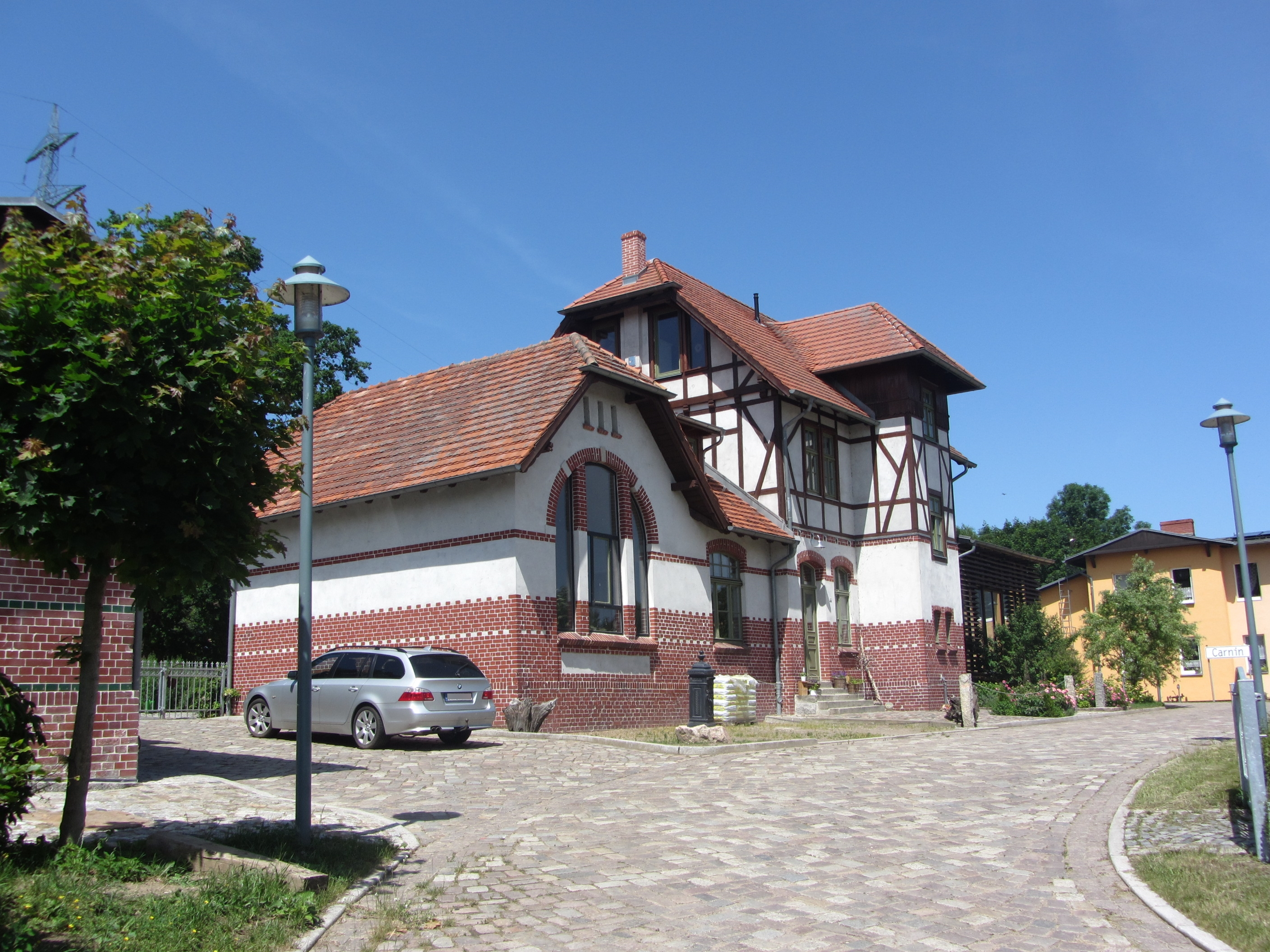
A volt karnini állomás (Bahnhof Carnin)

## Népesség
A település népességének változása:
| Lakosok száma | 1892 | 1785 | 1776 | 1747 | 1741 | 1725 | 1723 |
|               | 2010 | 2015 | 2017 | 2019 | 2021 | 2022 | 2023 |